# وادیم خایموویچ
وادیم خایموویچ (به روسی: Вадим Хаймович) (زادهٔ ۲۹ آوریل ۱۹۷۸) نوازندهٔ پیانو اهل لیتوانی و مقیم آلمان است.
او نواختن پیانو را از پنج‌سالگی در اتحاد جماهیر شوروی سوسیالیستی فراگرفت و دو سال بعد، نخستین کنسرت عمومی‌اش را همراه با ارکستر اجرا کرد.
خایموویچ، از دوران مدرسه تا به امروز، بارها برندهٔ جوایز مختلف شده‌است.